# Oakes Ames (botaniste)
Pour les articles homonymes, voir Ames (homonymie).
Oakes Ames (26 septembre 1874 – 28 avril 1950) est un botaniste américain spécialiste des orchidées.
Il est le fils du gouverneur du Massachusetts Oliver Ames et petit-fils du membre du Congrès Oakes Ames.